# Joachimus Schwartz

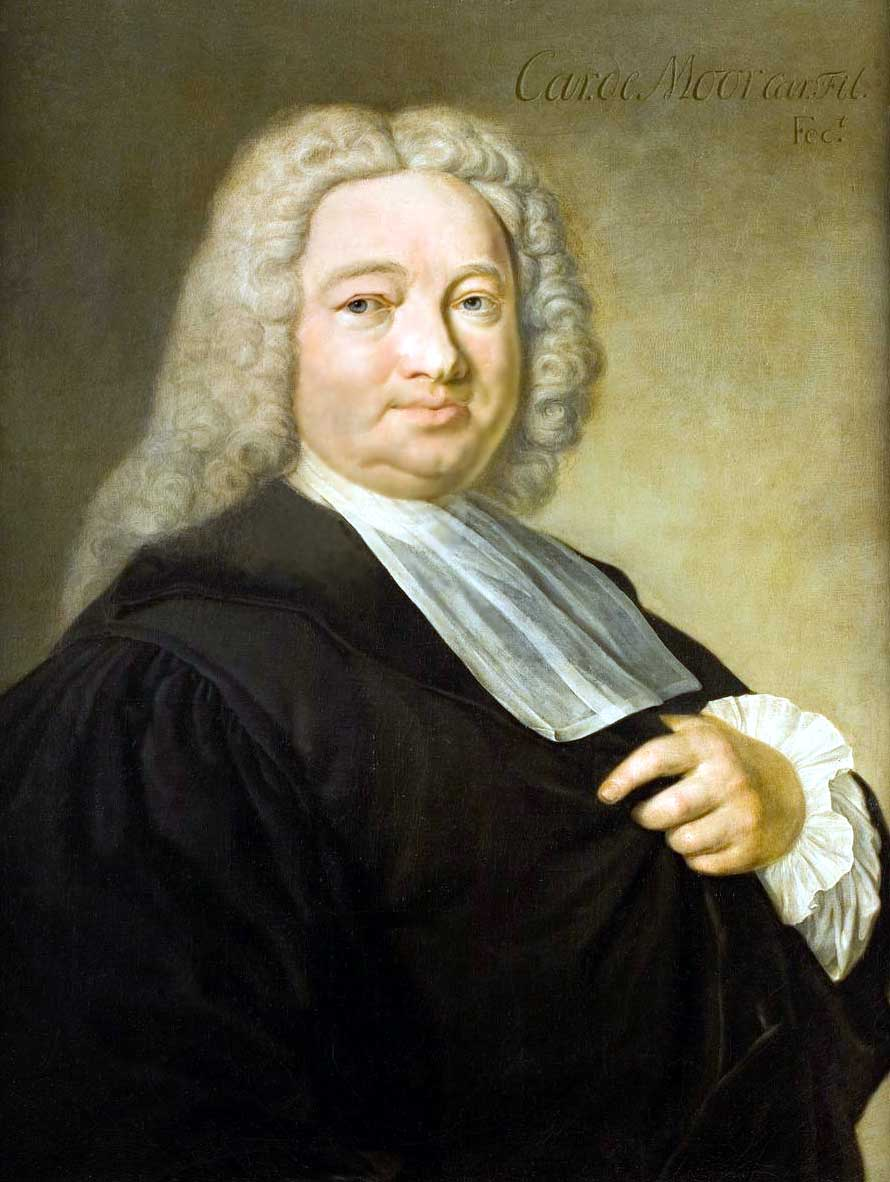
Joachimus Schwartz

Joachimus Schwartz auch: Joachim Schwarz, Swartz;  (* 12. April 1686 in Scharlibbe bei Magdeburg; † 6. März 1759 in Leiden) war ein deutscher Rechtswissenschaftler.

## Leben
Über die Herkunft und den ersten Bildungsgang von Schwartz ist nichts bekannt. Er ist wohl identisch mit dem Joachimus Schwartz aus Scharlibba Magdeburgensis, welcher sich am 14. Juli 1707 in die Matrikel der Universität Halle als Student der Rechte (jur. dimid. dd.) eingeschrieben hatte. In Halle lehrten zu jener Zeit an der juristischen Fakultät Samuel Stryk, Heinrich von Bode, Johann Peter von Ludewig, Justus Henning Böhmer und Christian Thomasius, die als Lehrer einen durchaus prägenden Einfluss auf Schwartz gehabt haben können. Am 4. August 1712 hatte Schwartz in Halle mit der juristischen Abhandlung De Usu Theoretico Et Practico Quaestionis; An Filius Iuste Exheredatus In Computatione Legitimae Inter Liberos Connumerandus Sit, Nec Ne?, unter dem damaligen Hallenser Dozenten Gebhard Christian Bastineller, sein juristisches Examen absolviert. Später scheint er noch andere Universitäten besucht zu haben, wie seine am 9. April 1718 erfolgte Immatrikulation an der Universität Leiden belegt.
Schwartz wurde am 11. Mai 1737 zum Dozenten des bürgerlichen Rechts (Zivilrecht) an der Leidener Hochschule berufen, welche Aufgabe er am 3. Juli 1737 mit der Rede utrum jure culpandus esset Tribonianus, quod in componendis Pandectis Ethnicorum hominum scripta compilaverit antrat. In diesem Zusammenhang dürfte er vom Senat der Leidener Hochschule, seine ihm am 18. Juni 1737 übertragene Ehrendoktorwürde der Rechtswissenschaften erhalten haben. Am 12. März 1742 wurde er von den Kuratoren der Leidener Hochschule zum ordentlichen Professor der Rechte berufen. Seinen Lehrstuhl des bürgerlichen Rechts hatte er am 12. April 1742 mit der Rede de origine juris personarum et insigni mutatione quam eidem intulit pugna Cannensis übernommen. Er hatte sich auch an den organisatorischen Aufgaben der Leidener Hochschule beteiligt und war 1749/50 Rektor der Alma Mater, welche Aufgabe er mit der Rektoratsrede de causis contemtae jurisprudentiae Romanae niederlegte. Sein Sohn Joachim Johann Schwartz wurde Professor der Rechte an der Universität Groningen.